# Barry Melrose
Barry James Melrose (* 15. Juli 1956 in Kelvington, Saskatchewan) ist ein ehemaliger kanadischer Eishockeyverteidiger und -trainer. Während seiner Karriere spielte er für die Winnipeg Jets, Toronto Maple Leafs und Detroit Red Wings in der National Hockey League sowie die Cincinnati Stingers in der World Hockey Association. Zudem arbeitete er als Cheftrainer der Los Angeles Kings und Tampa Bay Lightning in der NHL.

## Karriere
Barry Melrose begann seine Karriere 1973 in der zweitklassigen Nachwuchsliga Saskatchewan Junior Hockey League bei den Weyburn Red Wings, ehe er im Jahr darauf in die erstklassige Western Canada Hockey League zu den Kamloops Chiefs. Nach einer soliden ersten Saison zeigte der Verteidiger in seinem zweiten Jahr mit zwölf Toren und 49 Assists seine Offensivqualitäten und machte somit die Profiteams der National Hockey League und deren Konkurrenzliga World Hockey Association auf sich aufmerksam. Im NHL Amateur Draft 1976 wählten ihn die Canadiens de Montréal aus, während sich im WHA Amateur Draft die Cincinnati Stingers die Rechte an ihm sicherten.
Melrose entschied sich schließlich für die Stingers aufs Eis zu gehen und während er in seiner Debütsaison noch zum Teil in der American Hockey League bei den Springfield Indians spielte, gehörte er 1977/78 zum Stammkader in Cincinnati. In den folgenden Jahren fiel er in der Liga vor allem durch sein körperlich hartes Spiel auf und weniger durch Tore und Vorlagen. 1979 stellte die WHA ihren Spielbetrieb ein und die Cincinnati Stingers wurden aufgelöst. Da die Canadiens de Montréal, die innerhalb der NHL immer noch seit 1976 die Rechte an Melrose hielten, kein Interesse an ihm hatten, wurde Melrose im WHA Dispersal Draft, in dem die Spieler der drei restlichen Teams auf die vier in die NHL aufgenommenen Teams aufgeteilt wurden, von den Nordiques de Québec ausgewählt. Die Nordiques transferierten ihn jedoch wenige Tage später im Tausch für Barry Legge und Jamie Hislop zu den Winnipeg Jets.
Eineinhalb Jahre spielte er für Winnipeg in der NHL, ehe er über die Waiver-Liste von den Toronto Maple Leafs verpflichtet wurde, wo er die restliche Saison sowie weitere zwei Spielzeiten verbrachte, im dritten Jahr aber zum Teil auch bei deren Farmteam, den St. Catharines Saints aus der zweitklassigen AHL, eingesetzt wurde.
Im Sommer 1983 unterschrieb Melrose einen Vertrag bei den Detroit Red Wings, kam aber in den folgenden vier Jahren nur zu 35 NHL-Einsätzen und spielte stattdessen hauptsächlich bei den Adirondack Red Wings, dem AHL-Farmteam von Detroit. Dort gewann in der Saison 1985/86 den Calder Cup, verpasste jedoch die gesamten Playoffs wegen einer Knieverletzung. Im Jahr darauf übernahm er neben seinen Aufgaben als Spieler auch die Position als Assistenztrainer der Adirondack Red Wings und beendete am Ende der Saison seine Karriere.
Direkt darauf übernahm er den Posten als Cheftrainer der Medicine Hat Tigers aus der kanadischen Juniorenliga Western Hockey League. Mit dem damals 17-jährigen Trevor Linden im Kader gewann er direkt den President’s Cup sowie den Memorial Cup, die das Team schon im Vorjahr gewonnen hatten. Nach der erfolgreichen Spielzeit kam es aber zwischen dem General Manager Russ Farwell und Teambesitzer George Maser zu Unstimmigkeiten, worauf hin Farwell das Team verließ. Melrose solidarisierte sich daraufhin mit Farwell und legte ebenfalls seinen Posten nieder. Beide heuerten daraufhin nur wenig später bei Ligakonkurrent Seattle Thunderbirds an.
Melrose blieb aber nur ein Jahr in Seattle und wurde zum Cheftrainer seines ehemaligen Teams als Spieler, den Adirondack Red Wings aus der AHL. Er wurde dort Nachfolger seines ehemaligen Trainers Bill Dineen, der das Amt nach einem erneuten Calder-Cup-Sieg niedergelegt hatte und übernahm von ihm 1991 auch den Posten als General Manager. Melrose konnte jedoch nicht direkt an die Erfolge Dineens anknüpfen und scheiterte in den Playoffs in seinen ersten beiden Jahren bereits in der ersten Runde. 1991/92 führte er die Red Wings aber zurück in die Erfolgsspur und zum insgesamt vierten Calder-Cup-Gewinn.
Mit diesem Triumph setzte er auch gleichzeitig einen Schlusspunkt für sein Engagement in Adirondack, da ihm die Los Angeles Kings als Trainer in der NHL haben wollten. Die Mannschaft um Stars wie Wayne Gretzky, Luc Robitaille und Jari Kurri spielte zwar nur eine durchschnittliche reguläre Saison, die sie als sechstbestes Team der Clarence Campbell Conference abschlossen, zogen aber in den Playoffs bis ins Stanley-Cup-Finale ein, wo sie jedoch an den Montréal Canadiens scheiterten.
Obwohl die Kings für die Saison 1993/94 ihre Superstars halten konnten, verfehlten sie mit elf Punkten Rückstand auf die achtplatzierten San Jose Sharks die Playoffs deutlich. Auch im Jahr darauf gelang ihnen die Qualifikation nicht und Melrose wurde als Trainer der Los Angeles Kings entlassen.
Zur Saison 1995/96 verpflichtete ihn der US-Fernsehsender ESPN als Experte und er analysierte seitdem die NHL-Spiele für den Sender.
Melrose kehrte seit seinem Abschied aus Los Angeles nur für drei Spiele auf die Trainerbank zurück. 1999 übernahm er zusammen mit Emile Francis die Rolle als Trainer des Sunbelt Heroes of Hockey-Team bei einem Spiel ehemaliger NHL-Spieler, an dem außerdem die Eishockeyspielerin Cammi Granato und der Schauspieler Tim Robbins teilnahm. Die Partie wurde unter dem Namen Heroes of Hockey Game im Rahmen des NHL All-Star Game ausgetragen. Zudem betreute er in den Saisons 2003/04 und 2005/06 das UHL-Team aus Adirondack für je ein Spiel.
Am 24. Juni 2008 kehrte Melrose nach 13-jähriger Abstinenz in die NHL zurück und übernahm den Posten als Cheftrainer bei den Tampa Bay Lightning. Bereits am 14. November desselben Jahres – nur 16 Spiele in die Spielzeit 2008/09 hinein – musste der gebürtige Kanadier seinen Posten räumen, nachdem er nur fünf Spiele gewonnen hatte.

## Erfolge und Auszeichnungen

### Als Spieler
- 1986 Calder-Cup-Sieger mit den Adirondack Red Wings

### Als Trainer
- 1988 President's-Cup-Sieger mit den Medicine Hat Tigers
- 1988 Memorial-Cup-Sieger mit den Medicine Hat Tigers
- 1992 Calder-Cup-Sieger mit den Adirondack Red Wings